# Пуле, Жерар
Жерар Пуле (фр. Gérard Poulet; род. 12 августа 1938, Байонна) — французский скрипач. Сын Гастона Пуле.
Учился в Парижской консерватории у Андре Аслена. Дебютировал в 1951 г. с оркестром Колонн под управлением своего отца, исполнив произведения Мендельсона и Лало; с отцом же записал Концерт № 3 Вольфганга Амадея Моцарта, принёсший ему первую известность. В 1956 г. разделил с Дьёрдем Пауком первую премию Международного конкурса скрипачей имени Паганини, став, таким образом, её первым лауреатом (в предыдущие два года существования конкурса первая премия не присуждалась). В дальнейшем совершенствовал своё мастерство под руководством Зино Франческатти, Натана Мильштейна, Иегуди Менухина и Генрика Шеринга. Пуле называл Шеринга «своим музыкальным отцом» и сотрудничал с ним в дальнейшем (в частности, в 1976 г. они вместе записали с Английским камерным оркестром Концерт для четырёх скрипок с оркестром Антонио Вивальди). Среди существенных записей Пуле также ранние скрипичные сонаты Моцарта (с клавесинисткой Бландин Верле) и концерты Анри Вьётана (с Льежским филармоническим оркестром под управлением Пьера Бартоломе).
На протяжении многих лет Пуле преподавал в Парижской консерватории, среди его учеников, в частности, Рено Капюсон, Святослав Мороз, Винета Сарейка. Также Пуле был профессором консерватории в Токио.